# Billy Wingrove

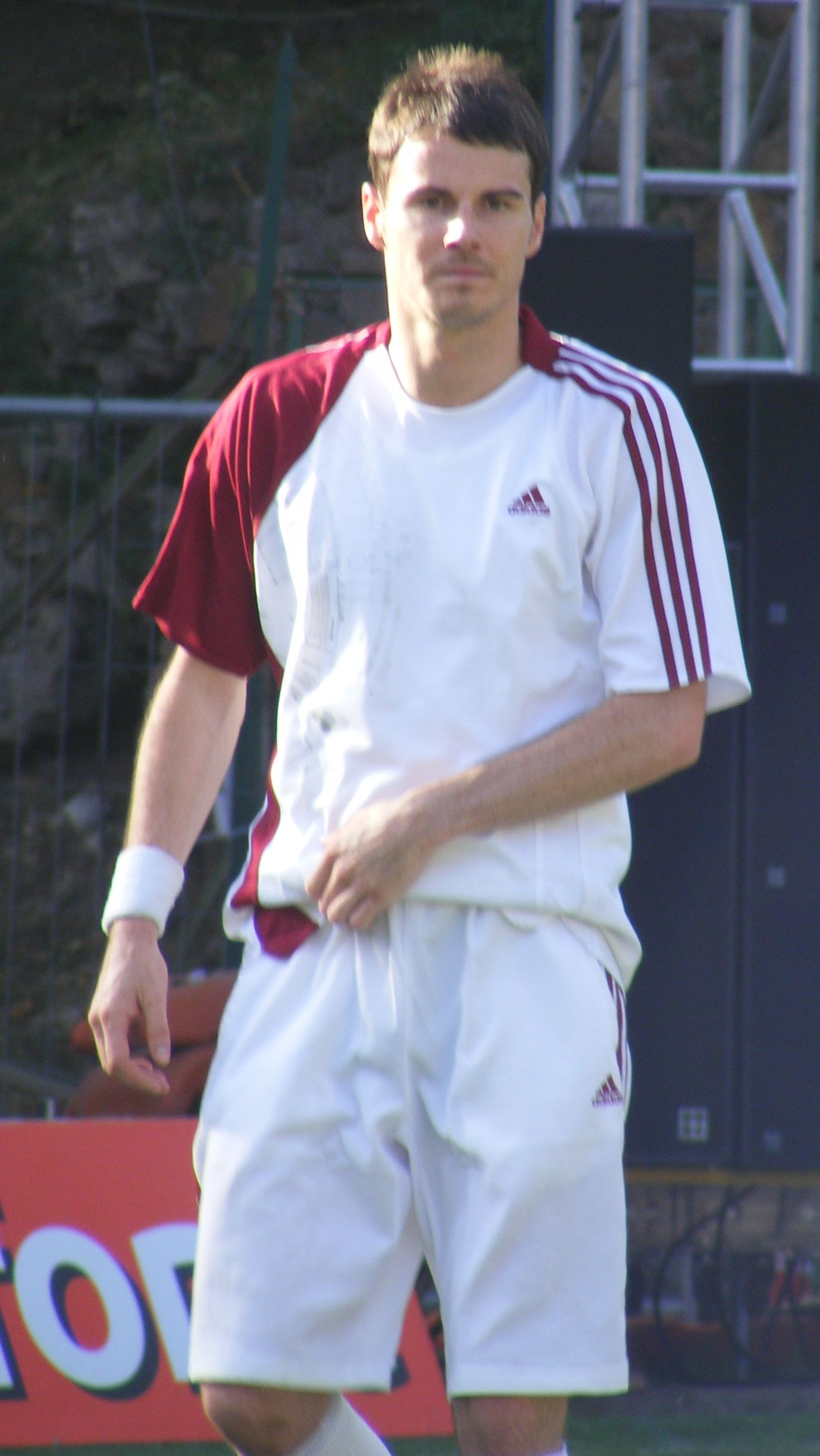
Billy Wingrove

Billy Wingrove (* 15. November 1982 in London) ist ein professioneller englischer Freestyle- und Straßenfußballer. Bekannt ist er vor allem durch zahlreiche Promotion-Videos auf YouTube oder MyVideo, mit denen er Werbung für seine DVD-Serie Freestyle Football betreibt. In seiner Jugend spielte er für Ware FC, Hertford Town und Enfield FC. Wingroves Vater spielte für Tottenham Hotspur, sein Cousin war bei Arsenal London aktiv. 2002 erreichte er das Halbfinale der Nike freestyle competition in London. Er war bisher in zahlreichen Fernsehshows auf Sendern wie Nickelodeon, BBC, Sky Sports, Bravo TV und Disney Channel zu sehen, außerdem besitzt er Werbeverträge mit Unternehmen wie Coca-Cola, Hyundai und O₂.